# 8216 Melosh
8216 Melosh este un asteroid din centura principală de asteroizi.

## Descriere
8216 Melosh este un asteroid din centura principală de asteroizi. A fost descoperit pe 27 martie 1995 la Kitt Peak National Observatory în cadrul proiectului Spacewatch. Asteroidul prezintă o orbită caracterizată de o semiaxă mare de 2,56 ua, o excentricitate de 0,22 și o înclinație de 4,3° în raport cu ecliptica.